# Penniverpa alvatra
Penniverpa alvatra är en tvåvingeart som beskrevs av Irwin och Webb 1992. Penniverpa alvatra ingår i släktet Penniverpa och familjen stilettflugor. Inga underarter finns listade i Catalogue of Life.